# سید محمدعلی افشانی
سیّد محمّدعلی افشانی (زادهٔ ۱۳۳۸ در دهدشت) سیاستمدار اصلاح‌طلب ایرانی است که به عنوان چهل و پنجمین شهردار تهران، فعالیت می‌کرد. او همچنین عضو شورای مرکزی حزب اعتماد ملی است. افشانی در دولت یازدهم ،استاندار فارس و در دولت دوازدهم پیش از شهرداری تهران، معاونت عمرانی وزیر کشور و رئیس سازمان شهرداری‌ها و دهیاری‌های کشور بود.

## زندگی

### تحصیلات و دانشگاه
افشانی دارای کارشناسی مهندسی راه و ساختمان از دانشگاه شیراز و کارشناسی ارشد مدیریت کسب‌وکار (MBA) از دانشگاه صنعتی شریف است. 

### فعالیت‌های سیاسی
سید محمدعلی افشانی از فعالان اصلاح‌طلب و عضو شورای مرکزی حزب اعتماد ملی است. او با امضای نامه‌ای در سال ۱۳۸۲ در حمایت از تحصن و استعفاء جمعی از نمایندگان مجلس ششم که شورای نگهبان را نهادی مانع آزادی انتخابات در ایران خوانده بود از مقام خود استعفاء کرد. وی همچنین در هشتم خردادماه سال ۱۳۸۴ نشان دولتی «درجه دوم سازندگی» از سید محمد خاتمی دریافت کرد. او معاون سابق وزیر آموزش و پرورش و رئیس سازمان نوسازی، توسعه و تجهیز مدارس کشور بوده‌است. وی دارای لوح تقدیر کسب رتبه برتر دستگاه‌های اجرایی کشور از رئیس‌جمهور در سال ۸۴، لوح تقدیر مدیر نمونه ملی از معاون رئیس‌جمهور و رئیس سازمان مدیریت و برنامه‌ریزی کشور، لوح تقدیر کسب رتبه اول عمرانی دستگاه‌های اجرایی کشور از وزیر آموزش و پرورش، لوح تقدیر عملکرد، از وزیرکشور، لوح تقدیر عملکرد از وزیر آموزش و پرورش، لوح تقدیر عملکرد، از وزیر جهاد کشاورزی و لوح تقدیر عملکرد از استاندار خوزستان را نیز در پرونده مدیریتی خود ثبت کرده‌ است.

## استانداری فارس
افشانی طی حکمی از سوی عبدالرضا رحمانی فضلی، در تاریخ ۲۴ تیر ۱۳۹۴ به عنوان استاندار فارس انتخاب شد. به موجب این انتصاب، ۱۸ نفر از نمایندگان مجلس شورای اسلامی استان فارس در اعتراض به انتخاب افشانی از سمت خود استعفا دادند.

## شهردار تهران
افشانی پس از استعفای محمدعلی نجفی شهردار سابق تهران برنامه‌های خود را در قالب ۱۴ فصل با شعار شهر زیست پذیر، شهروند مشارکت پذیر به شورای شهر تهران ارائه کرد و توانست در ۲۳ اردیبهشت ۹۷ با کسب ۱۹ رأی از رقیب خود یعنی سمیع‌الله حسینی مکارم و دیگر گزینه‌های تصدی شهرداری تهران، پیشی بگیرد و شهردار تهران شود. افشانی پس از اجرایی شدن قانون ممنوعیت به‌کارگیری بازنشستگان  در ۱۳۹۷ به ناچار از شهرداری تهران کناره‌گیری کرد و سمت خود استعفا داد.

## سوابق اجرایی
1. قائم مقام و معاون عمرانی سازمان جهاد سازندگی استان کهگیلویه و بویراحمد
2. معاون برنامه ریزی، اداری و مالی استانداری‌های سمنان و کهگیلویه و بویراحمد
3. معاون عمرانی استانداری سمنان
4. معاون عمرانی استانداری خوزستان [۱۲]
5. استاندار فارس[۱۳]
6. معاون عمرانی وزیر آموزش و پرورش
7. رئیس سازمان نوسازی، توسعه و تجهیز مدارس کشور
8. شهردار تهران